# George Murray Levick
Pour les articles homonymes, voir Levick.
George Murray Levick, né en 1876 et mort en 1956, est un chirurgien de la Royal Navy et un explorateur de l'Antarctique.

## Biographie
Levick est né à Newcastle upon Tyne , fils de l'ingénieur civil George Levick et Jeannie Sowerby. Sa sœur aînée était le sculpteur Ruby Levick (en). Il a étudié la médecine à l'hôpital St Bartholomew et a été nommé chirurgien dans la Royal Navy en novembre 1902. Il était secrétaire de la Royal Navy Rugby Union (en) lors de sa fondation en 1907.
Après une courte carrière en médecine, il fait partie de l'équipe scientifique de l'expédition Terra Nova (1910-1913) de Robert Falcon Scott, participant sous les ordres de Victor Campbell à un hivernage forcé sur l'île Inexpressible. Durant l'été antarctique 1911-1912, il écrit des notices scientifiques sur les manchots Adélie. Horrifié par leurs pratiques sexuelles, il rédige ses observations en grec pour les rendre inaccessibles au lecteur moyen. Levick qui faisait partie du groupe resté faire des observations le long de la côte, fut bloqué dans les glaces avec ses cinq compagnons ; ils se nourrirent de manchots et de phoques. Son carnet de notes a été retrouvé en 2013 dans la neige à proximité de la base, rebaptisée depuis lors Terra Nova ; il contient notamment des informations sur ses photos conservées à l'institut Scott de recherche polaire de l'université de Cambridge.
Durant la Première Guerre mondiale, comme Victor Campbell et Edward Atkinson, Levick sert dans la Grand Fleet lors de la bataille du Jutland et participe également à la bataille des Dardanelles.
En 1932, il fonde la British Exploring Society (en), puis durant la Seconde Guerre mondiale, il travaille dans le renseignement militaire, notamment sur la défense de Gibraltar.